# Ле-Мюи
Ле-Мюи́ (фр. Le Muy, окс. Lo Muei) — коммуна на юго-востоке Франции в регионе Прованс — Альпы — Лазурный берег, департамент Вар, округ Драгиньян, кантон Видобан.
Площадь коммуны — 66,58 км², население — 8604 человека (2006) с выраженной тенденцией к росту: 9327 человек (2012), плотность населения — 140,0 чел/км².

## История
Местечко Ле-Мюи под латинизированным названием Modius впервые появляется в письменных источниках под 1178 годом, где указано, что оно с XI века является леном марсельского аббатства Сен-Виктор, а затем — графов Прованса. В XIII и XIV веках часть его принадлежала дворянским семействам Бальб де Сен-Альбан и Понтеве. В 1430 году Ле-Мюи становится собственностью фамилии Раска, создающим здесь свой маркизат.
В 1536 году, во время нашествия имперских и испанских войск, жители Ле-Мюи оказали чужеземцам отчаянное сопротивление. На императора Карла V было совершено покушение, однако убитым по ошибке оказался известный испанский поэт Гарсиласо де ла Вега. Несмотря на обещание императора сохранить жизни заговорщикам, если они сами сдадутся ему, проявившие доверчивость слову кайзера местные жители были схвачены и повешены. В честь этого события в Ле-Мюи установлены два памятных знака, один о Герсиласо де ла Вега, другой — о героизме восставших.
В годы Второй мировой войны Ле-Мюи был оккупирован немецко-фашистскими войсками. Освобождён 15 августа 1944 года в ходе операции «Дракон» отрядом воздушного десанта.

## Население
Население коммуны в 2011 году составляло — 9189 человек, а в 2012 году — 9327 человек.
| 1962 | 1968 | 1975 | 1982 | 1990 | 1999 | 2006 | 2007 | 2011 | 2012 |
| ---- | ---- | ---- | ---- | ---- | ---- | ---- | ---- | ---- | ---- |
| 3128 | 3820 | 4280 | 5442 | 7248 | 7826 | 8604 | 8716 | 9189 | 9327 |

Динамика населения:

## Экономика
Основой экономики коммуны являются туристический бизнес, виноградарство и виноделие (Chateau du Rouët и другие), садоводство.
В 2010 году из 5483 человек трудоспособного возраста (от 15 до 64 лет) 3791 были экономически активными, 1692 — неактивными (показатель активности 69,1 %, в 1999 году — 65,7 %). Из 3791 активных трудоспособных жителей работали 3099 человек (1715 мужчин и 1384 женщины), 692 числились безработными (330 мужчин и 362 женщины). Среди 1692 трудоспособных неактивных граждан 379 были учениками либо студентами, 583 — пенсионерами, а ещё 730 — были неактивны в силу других причин.
На протяжении 2010 года в коммуне числилось 3832 облагаемых налогом домохозяйства, в которых проживало 9334,5 человека. При этом медиана доходов составила 16 475 евро на одного налогоплательщика.